# Хотохо
Хотохо — река в Якутии, левый приток Нюи. Длина реки — 121 км. Площадь водосборного бассейна — 2580 км².
Река вытекает из озера Сис-Кюель на Приленском плато на востоке Среднесибирского плоскогорья в Ленском районе Якутии, на границе с Мирнинским районом, на высоте 396 м над уровнем моря. Преимущественно течёт в юго-восточном направлении. Берега поросли тайгой из лиственницы (в основном), а также берёзы и сосны. В низовьях берега обрывистые. Впадает в Нюю по левому берегу на отметке 200 м над уровнем моря, выше впадения Улахан-Мурбайы, в 296 км от устья Нюи. Ширина перед устьем — 20 м при глубине 0,3 м; скорость течения в низовьях составляет 1 м/с. 

## Основные притоки
Указаны поименованные притоки длиной 20 км и более
| Название            | Расстояние от устья | Длина | Положение |
| ------------------- | ------------------- | ----- | --------- |
| Правый Согуру-Дялки | 11                  | 20    | правый    |
| Хотугу-Дялки        | 11                  | 20    | левый     |
| Тарын-Юрях          | 38                  | 36    | правый    |
| Бигисян-Юрях        | 49                  | 22    | правый    |
| Санга-Юрях          | 79                  | 46    | правый    |
| Хапчан              | 106                 | 21    | левый     |
| Курунг-Юрях         | 109                 | 34    | правый    |

## Данные водного реестра
По данным государственного водного реестра России и геоинформационной системы водохозяйственного районирования территории РФ, подготовленной Федеральным агентством водных ресурсов:
- Бассейновый округ — Ленский
- Речной бассейн — Лена
- Речной подбассейн — Лена между впадением Витима и Олёкмы
- Водохозяйственный участок — Нюя
- Код водного объекта — 18030300112117200003425